# بورگ بای سندز
بورگ بای سندز (به انگلیسی: Burgh by Sands) یک روستا و محله مدنی در بریتانیا است که در کارلایل واقع شده‌است. بورگ بای سندز ۱٬۱۷۶ نفر جمعیت دارد.